# 封崇寺
封崇寺，位于中国河北省石家庄市城内，为石家庄市行唐县的一个省级文物保护单位，类型为古建筑，公布时间为1993年7月15日。
封崇寺的历史年代为明代。